# Star Wars: Yoda Stories
 је дводимензиона рачунарска игра чија радња прати део саге о звезданим ратовима. Игру је развила компанија LucasArts, а на тржишту се појавила 1997. године, у издању за Microsoft Windows. Године 1999. се појавило и издање за Game Boy.
Протагониста је млади Лук Скајвокер, који комплетира своју обуку са Јодом и током игре се суочава са својим оцем Дартом Вејдером. Дакле, радња се може прецизније лоцирати на период између епизода Империја узвраћа ударац и Повратак џедаја.

## Опис игре
Игру чини скуп нивоа. Сваки ниво је издељен у дводимензионе матрице повезаних мапа. Свака мапа је издељена у матрицу од 18×18 ћелија. Једна ћелија је место на коме се може наћи један карактер тј. сви карактери се крећу са ћелије на ћелију, а нека ћелија или група њих може бити прекривена и неким објектом, те да кретање по њој не буде могуће.
Мапе се деле на:
1. Оне преко којих се само прелази
2. Оне које садрже неку загонетку или проблем. Ове мапе се даље деле на:
  1. Мапе на којима се добија неки предмет. Ту се могу разликовати мапе на којима предмет једноставно треба наћи, и оне где се предмет добија трампом за други.
  2. Мапе чије решавање доноси пролаз на друге мапе.
3. Мапу са телепортом. Ове мапе су карактеристичне по томе што омогућавају протагонисти да се са било које овакве мапе пребаци на било коју другу мапу са телепортом. Телепорт некад треба активирати
4. Мапу са станицом, на којој протагонисту нико не напада, и где су њему доступни робот-лекар и трговац.
5. Завршну мапу, на којој се налази задатак по чијем комплетирању је ниво завршен.

### Ток игре
Протагониста на почетку сваког нивоа од Јоде добија предмет, који ће му затребати током игре. Остатак игре се одвија по принципу налажења предмета и размене једног предмета за други. Систем је такав да се у свету јавља тачно онолико предмета колико ће бити потребно за размене. Пратећи ток игре, играч на сваком нивоу мора увек да реши све загонетке, како би дошао до завршне.

### Инвентар
Ствари које се налазе у инвентару се могу поделити у неколико група:
1. Лични предмети. Овде спадају:
  1. , који неискусном играчу може бити од помоћи дајући објашњења ствари и дешавања у игри
  2. Светлосна сабља, која је у почетку игре плава, али након петог пређеног нивоа Лук добија зелену.
  3. Моћ
2. Предмети за размену или решавање проблема
3. Предмети за лечење повреда
4. Ватрена оружја
5. Отпад. Овде се мисли на користан отпад који може да остане након што се неки дроид уништи. Код трговаца се он може заменити за случајно изабрани предмет из групе 3 или 4.

## Играчки интерфејс
Играчки интерфејс је у PC издању игре енкапсулиран у обичан прозор апликације, са менијима.
Сам интерфејс се може поделити на три зоне:
1. Визуелни приказ дешавања у игри (лево)
2. Списак инвентара (горе десно)
3. Индикатори (доле десно, наведено слева надесно):
  1. Смерова у којима се налазе даље доступне мапе
  2. Актуелног оружја и његове напуњености
  3. Стања протагонисте

Сам визуелни интерфејс приказује тек 9×9 ћелија сваке мапе, задржававши протагонисту у цетру (на координатама (5,5)), осим када се исти приближи ивици мапе.